# Кисляково (Фировский район)
Кисляко́во — деревня в Фировском районе Тверской области. Входит в состав Великооктябрьского сельского поселения.

## География
Деревня находится на берегу реки Цна, на расстоянии 14 км к востоку от посёлка городского типа Фирово, административного центра района.

### Часовой пояс
Деревня Кисляково, как и вся Тверская область, находится в часовой зоне МСК (московское время). Смещение применяемого времени относительно UTC составляет +3:00.

## Население
| 2010 |
| ---- |
| 1    |